# William Grant Lang-Anderson
William Grant Lang-Anderson, britanski general, * 1898, † 1969.